# Alabes dorsalis
Alabes dorsalis är en fiskart som först beskrevs av Richardson, 1845.  Alabes dorsalis ingår i släktet Alabes och familjen dubbelsugarfiskar. Inga underarter finns listade i Catalogue of Life.